# Comté de Kearney
Pour les articles homonymes, voir Kearney.
Le comté de Kearney est un comté de l'État du Nebraska, aux États-Unis. Son siège est la ville de Minden.